# Gunnar Jacobsson (językoznawca)
Gunnar Jacobsson (ur. 22 grudnia 1918, zm. 1 kwietnia 2001 w Göteborgu) – szwedzki językoznawca, slawista. Zajmował się morfologią, słownictwem i semantyką języków rosyjskiego, polskiego i czeskiego, a także zagadnieniami z zakresu etymologii i badaniami konfrontatywnymi.
Studiował filologię słowiańską w Göteborgu i Uppsali (1944–1947). Doktorat ze slawistyki uzyskał w 1947 r. na Uniwersytecie w Uppsali.
W 1947 r. został zatrudniony na Uniwersytecie w Göteborgu, z którym związał swoją karierę akademicką. W latach 1947–1948 był lektorem języka rosyjskiego, w latach 1948–1950 piastował stanowisko docenta, a w latach 1951–1988 był profesorem języków słowiańskich. Kierował Instytutem Języków Słowiańskich, był także dziekanem Wydziału Językoznawstwa i prodziekanem Wydziału Humanistycznego.
Współtworzył opis gramatyczny języka rosyjskiego oraz słownik szwedzko-polski i polsko-szwedzki.
Doktor honoris causa Uniwersytetu Wrocławskiego.